# Oleksandrivka, Kostopil
Oleksandrivka (în ucraineană Олександрівка) este un sat în comuna Penkiv din raionul Kostopil, regiunea Rivne, Ucraina.

## Demografie
Componența lingvistică a localității Oleksandrivka
     Ucraineană (98,93%)
     Rusă (1,07%)
Conform recensământului din 2001, majoritatea populației localității Oleksandrivka era vorbitoare de ucraineană (98,93%), existând în minoritate și vorbitori de rusă (1,07%).